# Cuisine syrienne

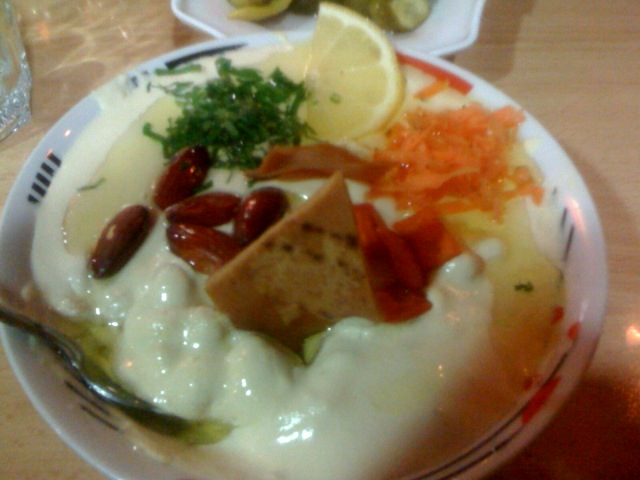
La fetté, parmi les plats les plus typiques de Damas.

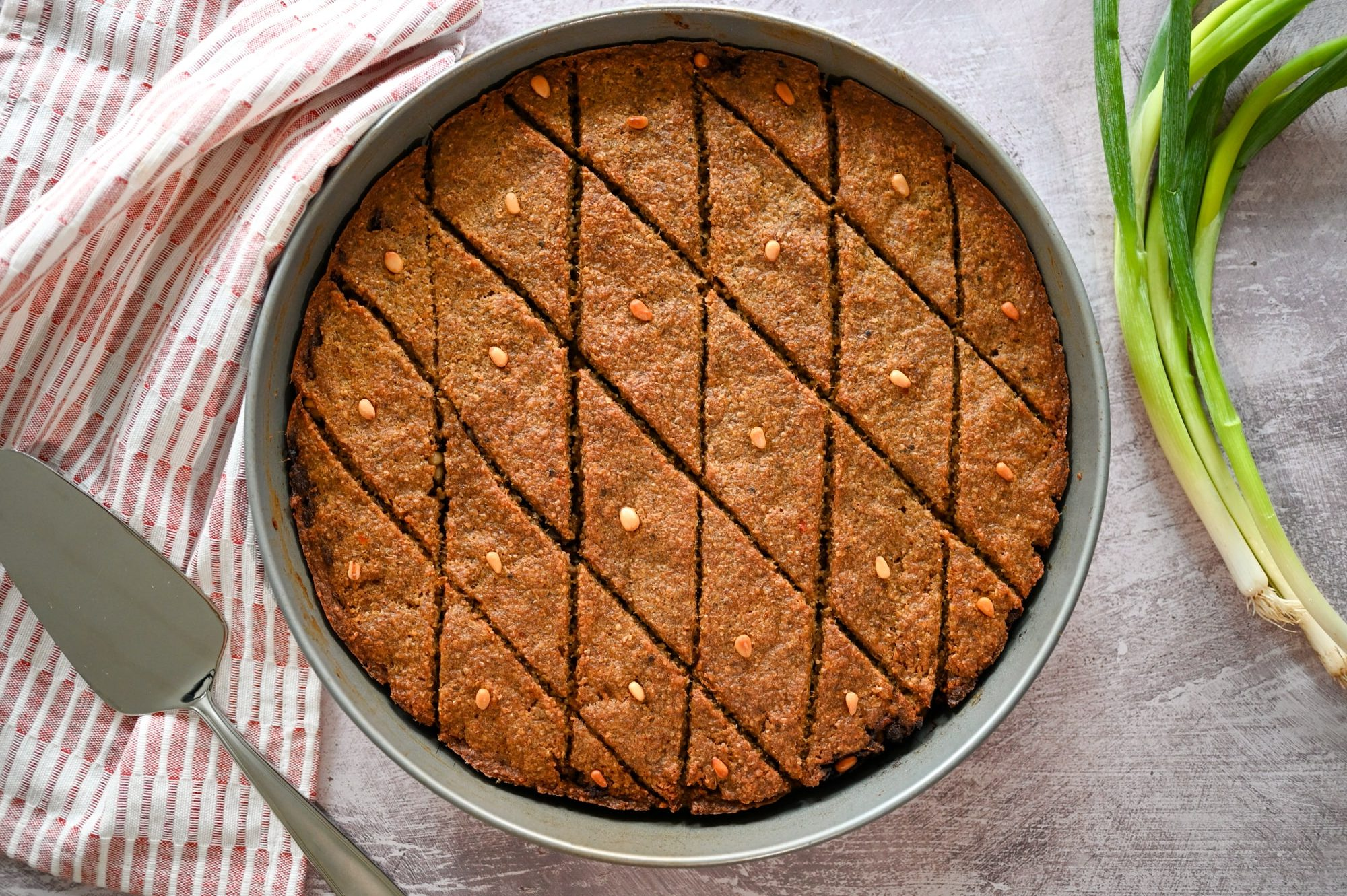
Kebbé.

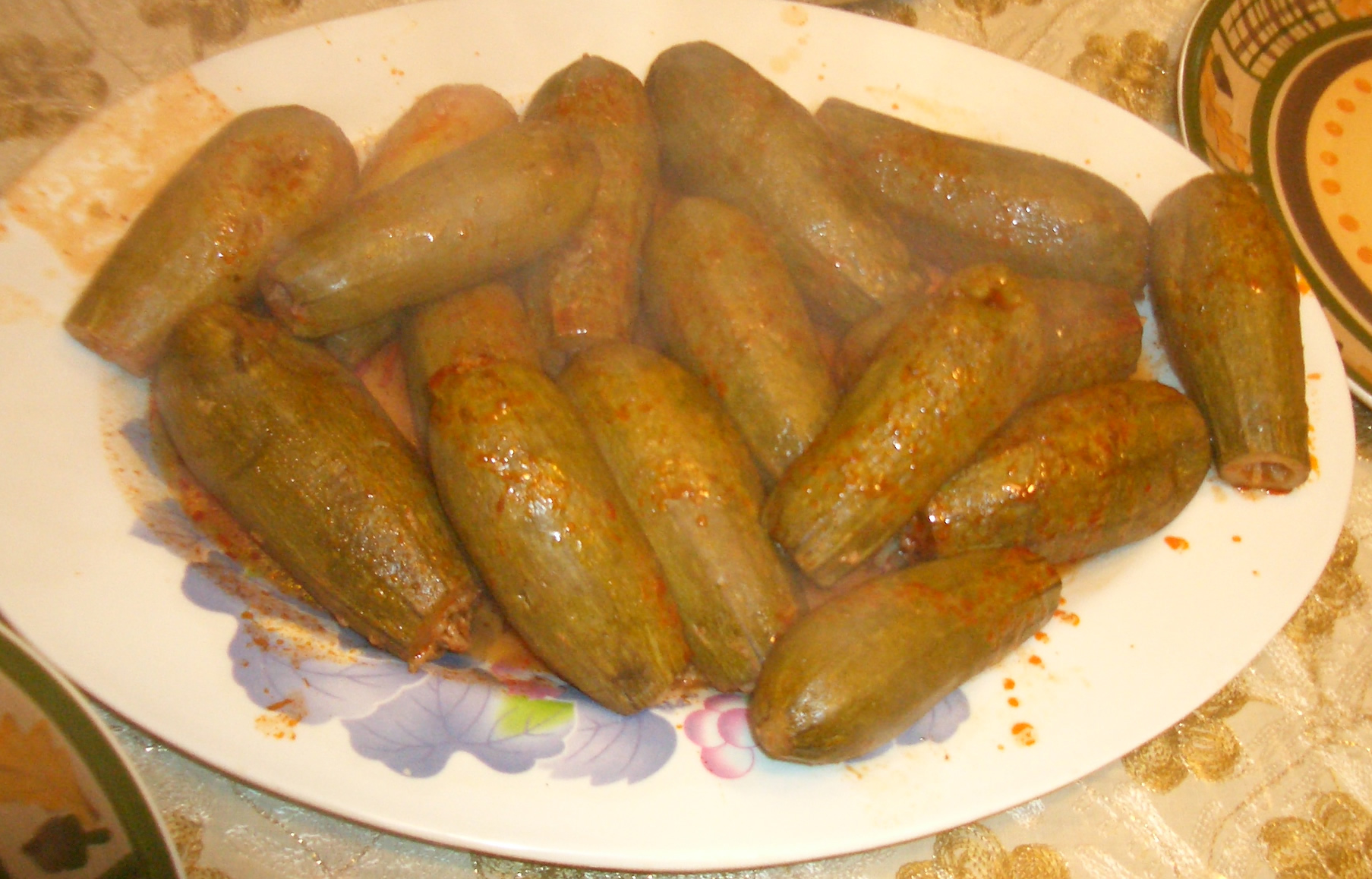
Kousa mahchi.

La cuisine syrienne est née de la conjonction des traditions culinaires des différentes civilisations qui se rencontrèrent en Syrie. Elle est principalement composée d'aubergines, de courgettes, d'oignons, d'ail, de viandes (notamment d'agneau, de mouton et de volaille), de laitages, de boulghour, de graines de sésame, de riz, de pois chiches, de farine de blé, de pignons de pin, de fèves, de lentilles, de choux, de feuilles de vigne, de navets et de concombres en conserve, de tomates, d'épinards, d'huile d'olive, de jus de citron, de persil, de menthe, d'un mélange d'épices appelé baharat mouchakkalé (arabe : بهارات مشكّلة), de noisettes, de pistaches, de miel et de fruits.
Au début du XXIe siècle, le repas syrien s'ouvre généralement par des mezzés, assortiments de plats chauds et/ou froids servis simultanément et accompagnés de pain arabe, suivis d'un plat principal, et se termine souvent par un simple café ou d'une infusion, éventuellement accompagnée de douceurs. Nombre des plats actuellement cuisinés le sont depuis le XIIIe siècle.

## Spécialités
Les Syriens sont spécialisés dans la création d'arômes, principalement l'eau de rose.
Les plats principaux comprennent plusieurs recettes :
- les yalanji (végétariens) ou feuilles de vigne farcies au riz 'awraq aleanab. Il existe aussi une version non-végétarienne, contenant de la viande : yabraq ;

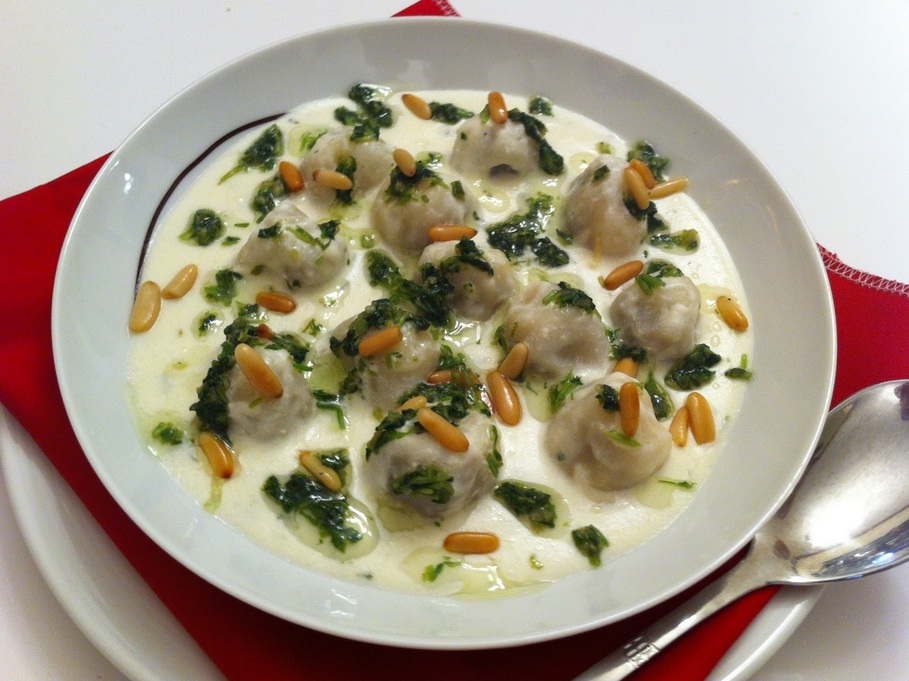
Shish barak

- Shish barakkebbé, notamment le kebbé bi-s-siniyyé (cuit au four) ; le kebbé halab, couvert d'une croûte de riz (malgré son nom, la recette semble d'origine irakienne) ; les kebbé hamid (au citron) ; les kebbé labaniyyé (au yaourt) ; les kebbé kras (en forme de disques, grillés) ; le kebbé nayyé (cru) ; les kebbé safarjaliyyé (au coing) ; les kebbé summa'iyyé (au sumac) ;
- on trouve aussi l'mahchi (courgettes et aubergines farcies) et le kebab, notamment le kebab hindi, le kebab kamayé (à la truffe), le kebab karaz (aux cerises), le kebab khachkhach ;
- le moghrabié, variante levantine du couscous que l'on retrouve également en Syrie ;
- les douceurs comprennent la ba'lawa, la basboussé, le kada'ef, la kanafé, les znoud as-sitt (« avant-bras de la dame »), le ma'moul. La pistache et l'eau de rose[2] sont des ingrédients couramment utilisés.

## Boissons
Parmi les boissons les plus consommées, on trouve :
- l'ayran, le lait caillé (boisson typique) ;
- du café mélangé à des épices (à la cardamome notamment) souvent fait à la façon turque ;
- le maté (une infusion très consommée par les Syriens, plusieurs fois par jour) ;
- l'arak[3] (eau-de-vie de vin) ;
- la bière (deux bières sont brassées localement, sous contrôle gouvernemental : Al-Sharq à Alep, et Barada[4] à Damas).